# 가톨릭관동대학교
가톨릭관동대학교(가톨릭關東大學校, Catholic Kwandong University)는 강원특별자치도 강릉시에 위치한 로마 가톨릭계열의 사립 대학이다. 1955년 개교한 관동대의숙을 시초로 두고 있는 관동대학교가 전신이다. 학교법인 관동대학이 학교법인 명지학원과 합병하면서, 명지대학교와 같은 학교법인 산하 종합대학으로 있었다. 다만, 2014년 6월 30일부로 명지학원에서 재정난을 이유로 관동대학교의 정상적인 운영을 포기했고, 학교법인 인천가톨릭학원에서 학교를 인수하여 2014년 8월 31일 학교법인 명지학원 관동대학교 폐교, 2014년 9월 1일 학교법인 인천가톨릭학원 가톨릭관동대학교가 개교했다.

## 연혁
- 1954년 5월 31일 재단법인 관동대학관 설립
- 1955년 2월 28일 관동대의숙 설립인가
- 1959년 2월 26일 관동대학교(4년제)로 승격
- 1964년 3월 16일 학교법인 관동대학으로 재조직
- 1972년 12월 12일 학교법인 명지학원과 합병
- 1988년 11월 10일 종합대학교 개편 인가
- 2011년 교육과학기술부 선정 정부재정지원제한
- 2014년 8월 31일 관동대학교 폐교
- 2014년 9월 1일 가톨릭관동대학교 개교
- 2018년 교육부 대학기본역량진단평가 결과, 역량강화대학 선정 및 조건부 일반재정지원 선정.[2]

## 학장과 총장
가톨릭관동대학교 총장은 교수 등 교직원들의 업무를 감독하고, 교무를 총괄하며 학생을 지도하고 학교를 대표한다. 1989년까지 학장이, 이후 총장이 임명되기 시작했다. 현재 총장의 임기는 4년이다.
1972년까지 학교법인 관동대학 이사장 및 이사회가 학장을 임명하다가, 이후 학교법인 명지학원 이사장 및 이사회가 학장과 총장을 임명했다. 학교를 다시 개교한 2014년부터 학교법인 인천가톨릭학원 이사장 및 이사회가 총장을 임명한다.

### 관동대학장
| 대수   | 이름             | 임기            | 비고 |
| ------ | ---------------- | --------------- | ---- |
| 초대   | 최병원           | 1959년 ~ 1961년 |      |
| 제2대  | William Garfield | 1961년 ~ 1963년 |      |
| 제3대  | David Livingston | 1963년 ~ 1969년 |      |
| 제4대  | John Rathbun     | 1969년 ~ 1971년 |      |
| 제5대  | 이계원           | 1971년 ~ 1974년 |      |
| 제6대  | 김영돈           | 1974년 ~ 1983년 |      |
| 제7대  | 최항규           | 1983년 ~ 1985년 |      |
| 제8대  | 동홍욱           | 1985년 ~ 1986년 |      |
| 제9대  | 김남득           | 1986년 ~ 1986년 |      |
| 제10대 | 이긍호           | 1986년 ~ 1987년 |      |
| 제11대 | 백영철           | 1987년 ~ 1989년 |      |

### 관동대학교총장
| 대수      | 이름   | 임기                     | 비고 |
| --------- | ------ | ------------------------ | ---- |
| 제1,2,3대 | 백영철 | 1989년 ~ 2001년          |      |
| 제4대     | 유병진 | 2001년 ~ 2005년          |      |
| 제5대     | 한동관 | 2005년 ~ 2009년          |      |
| 제6대     | 박희종 | 2009년 ~ 2013년          |      |
| 제7대     | 이종서 | 2013년 ~ 2014년 8월 31일 |      |

### 가톨릭관동대학교총장
| 대수  | 이름   | 임기            | 비고 |
| ----- | ------ | --------------- | ---- |
| 제1대 | 이종서 | 2014년 ~2015년  |      |
| 제2대 | 천명훈 | 2015년 ~ 2018년 |      |
| 제3대 | 황창희 | 2018년 ~ 2021년 |      |
| 제4대 | 김덕현 | 2021년 ~ 2023년 |      |
| 제5대 | 김용승 | 2023년 ~        |      |

## 교육편제

### 학부
가톨릭관동대학교의 학사학위 과정은 9개의 단과대학 아래 50개의 학과가 개설되어 있다.

### 대학원
가톨릭관동대학교는 일반대학원과 3개의 특수대학원이 설립하여 석사, 박사 학위 과정을 운영하고 있다.

## 캠퍼스 풍경

### 가톨릭관동대학교 국제성모병원
가톨릭관동대학교 국제성모병원은 인천광역시 서구에 위치한 대학병원이다.
2014년 2월 17일 국제성모병원으로 개원하고, 같은 해 학교법인 인천가톨릭학원에서 관동대학교를 인수하고, 가톨릭관동대학교를 개교하자 대학 부속 병원으로 승인했다.

### 가톨릭관동대학교 세바스티아노 스포츠센터
강원도 강릉시의 캠퍼스 내에 위치한 가톨릭관동대학교 체육관은 2018년 평창 동계 올림픽에서 관동 하키 센터(Kwandong Hockey Cente)로써, 아이스 하키 종목이 강릉 하키 센터와 나눠 개최되었다.
기존 체육관 부지에 재건축하였으며, 지하 1층, 지상 4층의 규모를 가지고 있다.

## 같이 보기
- 한국지역대학연합